# Xu Xing (Paläontologe)
Xu Xing (chinesisch 徐星, Pinyin Xú Xīng; * 28. Juli 1969 in Xinjiang) ist ein chinesischer Wirbeltier-Paläontologe, der sich mit Dinosauriern befasst.

## Leben und Werk
Xus Eltern wurden während der Kulturrevolution aufs Land verbannt und er wuchs in ärmlichen Verhältnissen auf. 1988 gewann er ein Stipendium zum Besuch der Universität Peking und wollte ursprünglich Wirtschaft studieren, wurde aber zum Studium der Paläontologie abgeordnet. Am Institut für Wirbeltierpaläontologie und Paläoanthropologie der Chinesischen Akademie der Wissenschaften (IVPP) in Peking als Schüler von Zhao Xijin erwachte sein Interesse für Dinosaurier. Er analysierte jurassische Dinosaurier-Fossilien, die sein Lehrer Zhao gesammelt hatte und sich als einige der ältesten Ceratopsier herausstellten (Yinlong). Er leitet ein eigenes Labor am IVPP mit sieben Präparatoren.
Er ist an zahlreichen Erstbeschreibungen beteiligt, so dem Raubsaurier Guanlong, Gigantoraptor, Mei, Sinovenator, der gefiederte Yutyrannus, Yixianosaurus, Xixianykus, Erliansaurus, Eshanosaurus, Graciliraptor, Liaoceratops, Liaoningosaurus, Jinzhousaurus, Incisivosaurus, Jeholosaurus, Hongshanosaurus, Linheraptor, Zhuchenceratops, Microraptor, Nanyangosaurus, Neimongosaurus, Chaoyangsaurus, Dilong, der gefiederte Beipiaosaurus, Pedopenna, Sinornithosaurus, Sonidosaurus, Sinusonasus, Xinjiangovenator (von Dong Zhiming zuvor als Phaedrolosaurus beschrieben), Archaeovolans (der sich als juveniles Exemplar von Yanornis herausstellte) und Anchiornis. Mit 60 Erstbeschreibungen von Dinosauriern (Stand 2012) hält er weltweit einen Rekord.
Unter seinen Erstbeschreibungen und den von ihm untersuchten Dinosauriern sind auch eine ganze Reihe gefiederter Dinosaurier, deren Entdeckung in China die Ansichten über das Verhältnis von Vögeln und Dinosauriern auf neue Grundlagen stellten.
Er arbeitet auch mit kommerziellen Sammlern zusammen, wie dem Direktor des Tianyu Museums Xiaoting Zheng (ehemaliger Leiter einer staatlichen Goldmine), der eine große Sammlung insbesondere gefiederter Dinosaurier zusammentrug. Einer dieser Funde, Xiaotingia zhengi (benannt zu Ehren von Xiaoting Zheng), benutzte Xu 2011 für eine Revision der vogelähnlichen Dinosaurier in der Art von Archaeopteryx, den er innerhalb Paraves näher zu Deinonychus einordnete. Die Funde von Microraptor und Anchiornis aus den reichhaltigen Lagerstätten von Liaoning mit Federn sowohl an Vorder- als auch an Hintergliedmaßen sind nach Xu keine Sackgasse der Evolution, sondern Übergangsformen zu den wirklich flugfähigen Vögeln. Federn waren nach Xu bei Dinosauriern weit verbreitet und dienten ursprünglich anderen Zwecken als dem Flug (Erhaltung der Körperwärme, Balz).
Er bemühte sich von Anfang an um Kontakte mit ausländischen Wissenschaftlern und publiziert meist in Englisch und häufig in internationalen Zeitschriften. Er verwendet auch konsequent Kladistik in seinen systematischen Arbeiten, zu einer Zeit als sich dies bei Dinosauriern in China im Gegensatz zum Westen noch nicht durchgesetzt hatte. Er geht bei seinen systematischen Einordnungen sorgfältig vor und sie sind auch von westlichen Wissenschaftlern selten in Frage gestellt worden. Xu sieht in der mangelnden Bereitschaft zur Kritik ein großes Hindernis für die chinesische Paläontologie und ein weiteres Hindernis in den verbreiteten Fälschungen. Xu war 2000 an der Aufklärung der Fälschung des Archaeoraptor beteiligt (aus einem Vogel-Fossil und Microraptor-Hinterteil zusammengesetzt).
Er ist auch an der Auswertung der 2008 entdeckten sehr reichhaltigen Dinosaurierfundstelle in Zhucheng beteiligt.
Er ist verheiratet und hat zwei Söhne.

## Schriften
- Feathered dinosaurs from China and the evolution of major avian characters, Integrative Zoology 1, 2006, 4–11
- mit Y. Guo The origin and early evolution of feathers: Insights from recent paleontological and neontological data, Vertebrata Palasiatica, 2009, 311–329
- Dinosaur Distribution (mit Weishampel u. a.) in Weishampel, Osmolska, Dodson The Dinosauria, University of California Press, 2. Auflage 2004